# Aire urbaine d'Issoudun
L'aire urbaine d'Issoudun est une aire urbaine française centrée sur la commune d'Issoudun, dans le département de l'Indre, en région Centre-Val de Loire.

## Caractéristiques
L'aire urbaine d'Issoudun comprend 11 communes, avec une superficie de 281,43 km2.
Ses 15208 en 2013, font d'elle la ?e aire urbaine de France.

## Communes
Voici la liste des communes de l'aire urbaine, au 1er janvier 2016 : 
| Nom                     | Code Insee | Intercommunalité        | Superficie (km2) | Population (dernière pop. légale) | Densité (hab./km2) |
| ----------------------- | ---------- | ----------------------- | ---------------- | --------------------------------- | ------------------ |
| Les Bordes              | 36021      | CC du Pays d'Issoudun   | 16,3             | 824 (2022)                        | 51                 |
| Chouday                 | 36052      | CC Champagne Boischauts | 30               | 145 (2022)                        | 4,8                |
| Condé                   | 36059      | CC Champagne Boischauts | 23,82            | 227 (2022)                        | 9,5                |
| Issoudun                | 36088      | CC du Pays d'Issoudun   | 36,6             | 10 953 (2022)                     | 299                |
| Migny                   | 36125      | CC du Pays d'Issoudun   | 13,35            | 110 (2022)                        | 8,2                |
| Paudy                   | 36152      | CC du Pays d'Issoudun   | 30,28            | 437 (2022)                        | 14                 |
| Saint-Aoustrille        | 36179      | CC Champagne Boischauts | 19,47            | 211 (2022)                        | 11                 |
| Saint-Aubin             | 36181      | CC Champagne Boischauts | 28,32            | 151 (2022)                        | 5,3                |
| Sainte-Lizaigne         | 36199      | CC du Pays d'Issoudun   | 26,36            | 1 109 (2022)                      | 42                 |
| Saint-Georges-sur-Arnon | 36195      | CC du Pays d'Issoudun   | 23,87            | 554 (2022)                        | 23                 |
| Ségry                   | 36215      | CC du Pays d'Issoudun   | 33,06            | 487 (2022)                        | 15                 |